# Cold as Ice (trilogie)
Pour les articles homonymes, voir Cold as Ice.
Cold as Ice est une trilogie de romans de science-fiction par l'auteur américain Charles Sheffield. 
Le premier roman de la série, aussi intitulé Cold as Ice, sort en 1992. Les suivants, The Ganymede Club et Dark as Day paraissent respectivement en 1995 et 2002. Les trois romans sont publiés aux éditions Tor Books.